# Karl Schorn (maler)
 Der er flere personer med dette navn, se Karl Schorn.
Karl Lambert Schorn (født 16. oktober 1803 i Düsseldorf, død 7. oktober 1850 i München) var en tysk maler. Han var nevø til Ludwig von Schorn.
Schorn var akademiprofessor i München, malede større allegoriske vægbilleder (således til Münchens Akademi), men var heldigst i mindre, historiske malerier, der ses i adskillige tyske samlinger.